# Ron Hansen
Ron Hansen, né le 8 décembre 1947 à Omaha dans le Nebraska (États-Unis), est un écrivain et professeur américain.

## Biographie
Longtemps, il s'est contenté d'écrire des nouvelles publiées dans des revues littéraires. Il se spécialise ensuite dans les romans de genre 'westerns' (L'Assassinat de Jesse James par le lâche Robert Ford, édité aux éditions Buchet-Chastel), et il écrit un roman historique,  La Nièce d'Hitler (toujours Buchet-Chastel). Récits et romans de Hansen abordent volontiers des thèmes religieux. Ainsi: Mariette in Ecstasy (1991), roman sur la foi et l'expérience religieuse d'une religieuse cloîtrée stigmatisée. Un autre Exils (2008), raconte en parallèle l'histoire du naufrage du SS Deutschland, qui couta la vie, entre autres, à cinq jeunes religieuses franciscaines allemandes, et l'histoire personnelle du poète jésuite Gerard Manley Hopkins, qui ému par cette tragédie composa son long poème The Wreck of the Deutschland (Le naufrage du Deutschland).

## Œuvres
- Ron Hansen (trad. Christine Le Bœuf), L’Extase de Mariette [« Mariette in Ecstasy »], Arles, France, Éditions Actes Sud, 1994, 208 p. (ISBN 978-2-7427-0112-4)
- Ron Hansen (trad. Alexis Champon), Soleil de Cendres [« Atticus »], Paris, Éditions Belfond, coll. « Littérature Étrangère », 1996, 223 p. (ISBN 978-2-7144-3420-3)
- Ron Hansen (trad. Vincent Hugon), C’est la vie ! [« Isn't It Romantic? »], Paris, Éditions Buchet/Chastel, coll. « Littérature étrangère », 2005, 196 p. (ISBN 978-2-283-02110-1)
- Ron Hansen (trad. Sylviane Lamoine), La nièce d’Hitler [« Hitler's Niece »], Paris, Éditions Buchet/Chastel, coll. « Littérature étrangère », 2006, 420 p. (ISBN 978-2-283-02111-8)
- Ron Hansen (trad. de l'anglais par Vincent Hugon), L'assassinat de Jesse James par le lâche Robert Ford [« The Assassination of Jesse James by the Coward Robert Ford »], Points, 2008, 493 p. (ISBN 978-2-7578-0859-7)
- Ron Hansen (trad. de l'anglais par Vincent Hugon), Le sang des Dalton [« Desperadoes »], Paris, Éditions Buchet/Chastel, coll. « Littérature étrangère », 2009, 384 p. (ISBN 978-2-283-02175-0)
- Ron Hansen (trad. de l'anglais par Vincent Hugon), Exils [« Exiles »], Paris, Éditions Buchet/Chastel, coll. « Littérature étrangère », 2010, 288 p. (ISBN 978-2-283-02392-1)
- Ron Hansen (trad. de l'anglais par Vincent Hugon), Une irrépressible et coupable passion [« A Wild Surge of Guilty Passion »], Paris, Éditions Buchet/Chaste, coll. « Littérature étrangère », 2012, 360 p. (ISBN 978-2-283-02527-7)